# Europameisterschaften im Bogenschießen 2022
Die Europameisterschaften im Bogenschießen 2022 wurden vom 6. bis 12. Juni in München ausgetragen. Austragungsort der Wettkämpfe war eine temporäre Arena auf der Theresienwiese, die etwa 1.500 Zuschauern Platz bot. 
Die Europameisterschaften dienten zugleich als Qualifikationsmöglichkeit für die Europaspiele 2023.
Aufgrund des Russisch-Ukrainischen Krieges waren Athleten aus Russland und Belarus nicht startberechtigt.

## Ergebnisse

### Recurvebogen
| Disziplin         | Gold                                                          | Silber                                                    | Bronze                                           |
| ----------------- | ------------------------------------------------------------- | --------------------------------------------------------- | ------------------------------------------------ |
| Männer Einzel     | Miguel Alvariño                                               | Florian Unruh                                             | Mete Gazoz                                       |
| Frauen Einzel     | Gülnaz Büşranur Coşkun                                        | Michelle Kroppen                                          | Katharina Bauer                                  |
| Männer Mannschaft | Italien Federico Musolesi Mauro Nespoli Alessandro Paoli      | Spanien Pablo Acha Miguel Alvariño Daniel Castro          | Schweiz Kéziah Chabin Florian Faber Thomas Rufer |
| Frauen Mannschaft | Deutschland Michelle Kroppen Katharina Bauer Charline Schwarz | Türkei Ezgi Başaran Gülnaz Büşranur Coşkun Yasemin Anagöz | Slowenien Ana Umer Urška Čavič Nina Corel        |
| Mixed-Team        | Gabriela Schloesser / Rick van der Ven                        | Florian Unruh / Michelle Kroppen                          | Tatiana Andreoli / Mauro Nespoli                 |

### Compoundbogen
| Disziplin         | Gold                                                           | Silber                                             | Bronze                                               |
| ----------------- | -------------------------------------------------------------- | -------------------------------------------------- | ---------------------------------------------------- |
| Männer Einzel     | Mike Schloesser                                                | Yakup Yıldız                                       | Robin Jäätma                                         |
| Frauen Einzel     | Isabelle Carpenter                                             | Sophie Dodémont                                    | Ayşe Bera Süzer                                      |
| Männer Mannschaft | Türkei Batuhan Akçaoğlu Emircan Haney Yakup Yıldız             | Niederlande Sil Pater Mike Schloesser Stef Willems | Österreich Stefan Heincz Michael Matzner Nico Wiener |
| Frauen Mannschaft | Großbritannien Isabelle Carpenter Ella Gibson Jessica Stretton | Italien Sara Ret Elisa Roner Marcella Tonioli      | Türkei Yeşim Bostan Ayşe Bera Süzer Songül Lök       |
| Mixed-Team        | Tanja Gellenthien / Stephan Hansen                             | Lisell Jäätma / Robin Jäätma                       | Yeşim Bostan / Emircan Haney                         |

## Medaillenspiegel
| Platz  | Land           | Gold | Silber | Bronze | Gesamt |
| ------ | -------------- | ---- | ------ | ------ | ------ |
| 1      | Türkei         | 2    | 2      | 4      | 8      |
| 2      | Niederlande    | 2    | 1      | –      | 3      |
| 3      | Großbritannien | 2    | –      | –      | 2      |
| 4      | Deutschland    | 1    | 3      | 1      | 5      |
| 5      | Italien        | 1    | 1      | 1      | 3      |
| 6      | Spanien        | 1    | 1      | –      | 2      |
| 7      | Dänemark       | 1    | –      | –      | 1      |
| 8      | Estland        | –    | 1      | 1      | 2      |
| 9      | Frankreich     | –    | 1      | –      | 1      |
| 10     | Österreich     | –    | –      | 1      | 1      |
| 10     | Schweiz        | –    | –      | 1      | 1      |
| 10     | Slowenien      | –    | –      | 1      | 1      |
| Gesamt | Gesamt         | 10   | 10     | 10     | 30     |